# Ouanary
Ouanary é uma comuna francesa do departamento de ultramar da Guiana Francesa. Sua população em 2007 era de 85 habitantes.

## Ligações Externas
- Site do Conselho geral da Guiana